# Université royale de Tolède
L'université royale de Tolède (en espagnol : Real Universidad de Toledo) est une ancienne université active à Tolède, en Espagne, de 1520 à 1845.
Elle est du modèle « collège-université », disposant de plusieurs sites consécutifs : le Collège de Santa Catalina, la Casa Profesa des Jésuites, le monastère San Pedro Mártir et le palais Lorenzana. Ces deux derniers bâtiments font actuellement partie de l'université de Castille-La Manche.

## Histoire

### Première étape: Colegio de Santa Catalina (1485 - 1771)
Le 3 mai 1485, une bulle pontificale d'Innocent III autorise la création, dans la ville de Tolède (Espagne), du Colegio de Santa Catalina, sous contrôle ecclésiastique. Francisco Álvarez de Toledo Zapata, chanoine et maître d'école de la cathédrale primatiale, a demandé et obtenu des Rois catholiques l'autorisation nécessaire à la légalisation, avec un total de vingt-deux chaires de théologie, droit canonique, droit, arts, médecine, chirurgie, grec, rhétorique et mathématiques. L'institution s'installe dans les maisons des fondateurs dans le quartier de San Andrés, et dans d'autres maisons attenantes, acquises notamment d'Alonso de Sotomayor, comte de Benalcázar et de María Velasco, épouse de l'amiral de Castille, Alonso Enríquez.
En 1520, par la bulle pontificale de Léon X du 22 février, l'université royale de Tolède est créée sur la base de l'enseignement qui existait déjà au collège de Santa Catalina de Alejandría. En 1525, elle obtient divers privilèges pour la délivrance de diplômes de baccalauréat, de licence, de maîtrise et de doctorat, en plus de statuts et de règlements, ainsi qu'un conseil d'administration dépendant du chapitre de la cathédrale de Tolède, l'université et le collège partageant le même bâtiment.
Après l'approbation, le 12 mai 1529, des Constitutions dites anciennes par l'empereur Charles Quint et sa mère la reine Jeanne Ire de Castille, la manière de conférer les grades de bachelier, de licencié et de docteur dans les facultés de canons et de droit, des arts, de théologie et de médecine a été déterminée. En 1552, le pape augmente les revenus du collège et de l'université, et en 1557, les Constitutions passent de dix-huit à trente-neuf, marquant le début de la séparation entre les deux institutions, université et collège, qui ne partageront désormais qu'un bâtiment. La séparation juridique entre les deux a été ratifiée le 23 mars de la même année par le pape Paul IV, qui a accordé à l'université la souveraineté académique et économique.
En 1695, de nouvelles Constitutions de l'Université sont approuvées, et sont définitives. Malgré cela, l'université continue à partager ses installations avec le Colegio de Santa Catalina jusqu'à ce que ce dernier déménage en 1771 dans son premier siège indépendant, l'ancienne Maison des Professeurs Jésuites.

### Deuxième étape: Casa Profesa de los Jesuitas (1771 - 1789)

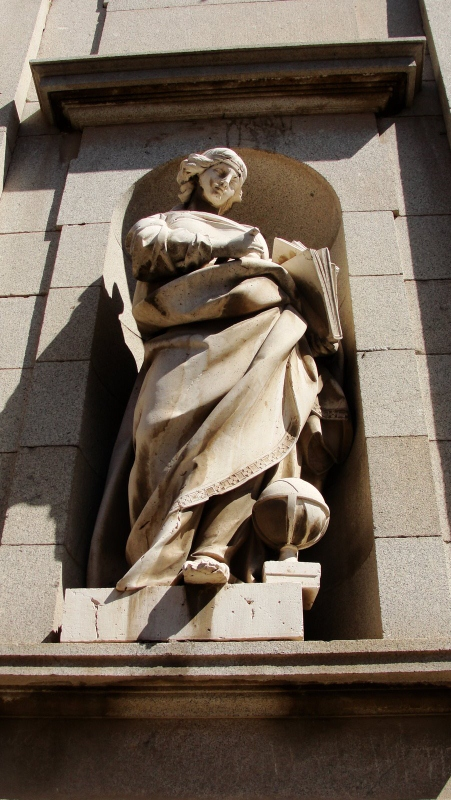
Sculpture de 1795 sur la façade du palais.

Le stade de développement que connaît l'université de Tolède à partir de 1557 rend nécessaire la construction d'un bâtiment propre, indépendant du Colegio de Santa Catalina, qui n'est réalisé que sous le règne de Charles III. En août 1769, la Couronne cède le bâtiment de l'Antigua Casa Profesa de la Compañía de Jesús à Tolède à l'université de Tolède, les jésuites ayant été expulsés deux ans plus tôt. Les travaux d'adaptation commencent immédiatement et le transfert a lieu le 5 janvier 1771, l'année même où une disposition royale rend obligatoire l'étude dans les universités civiles (et non ecclésiastiques) pour l'obtention des diplômes publics.

### Troisième étape: Convento de San Pedro Mártir el Real (1789 - 1799)
La crise de 1789 a entraîné la suppression de certaines universités dans les différents royaumes d'Espagne, ce qui a donné lieu à une pétition adressée au Conseil suprême de Castille pour intercéder en faveur de l'université de Tolède. Ses revenus ont été revitalisés et actualisés et un nouveau siège a été recherché, étant donné le mauvais état de la Antigua Casa Profesa de la Compañía de Jesús (Ancienne Maison Professe de la Compagnie de Jésus) à Tolède. Ainsi, en cette même année 1789, le déménagement se fait vers un nouveau siège provisoire, dans une partie du couvent dominicain, placé sous le patronage de saint Pierre martyr et dans lequel il y avait une étude générale des Arts et de la Théologie depuis le milieu du XVe siècle. L'université royale de Tolède s'installe dans ce qui sera son troisième siège, le monastère San Pedro Mártir, partageant le bâtiment avec l'université dominicaine (qui, elle, survivra jusqu'en 1835). Elle y est restée pendant une décennie. Entre-temps, en 1792, l'illustre cardinal Lorenzana acquiert les maisons de l'Inquisition et huit autres maisons adjacentes et les fait démolir afin de construire sur leur emplacement un nouveau et digne siège pour l'université royale de Tolède, le bâtiment qui portera plus tard son nom.

### Quatrième étape: Palacio Lorenzana (1799 - 1845)

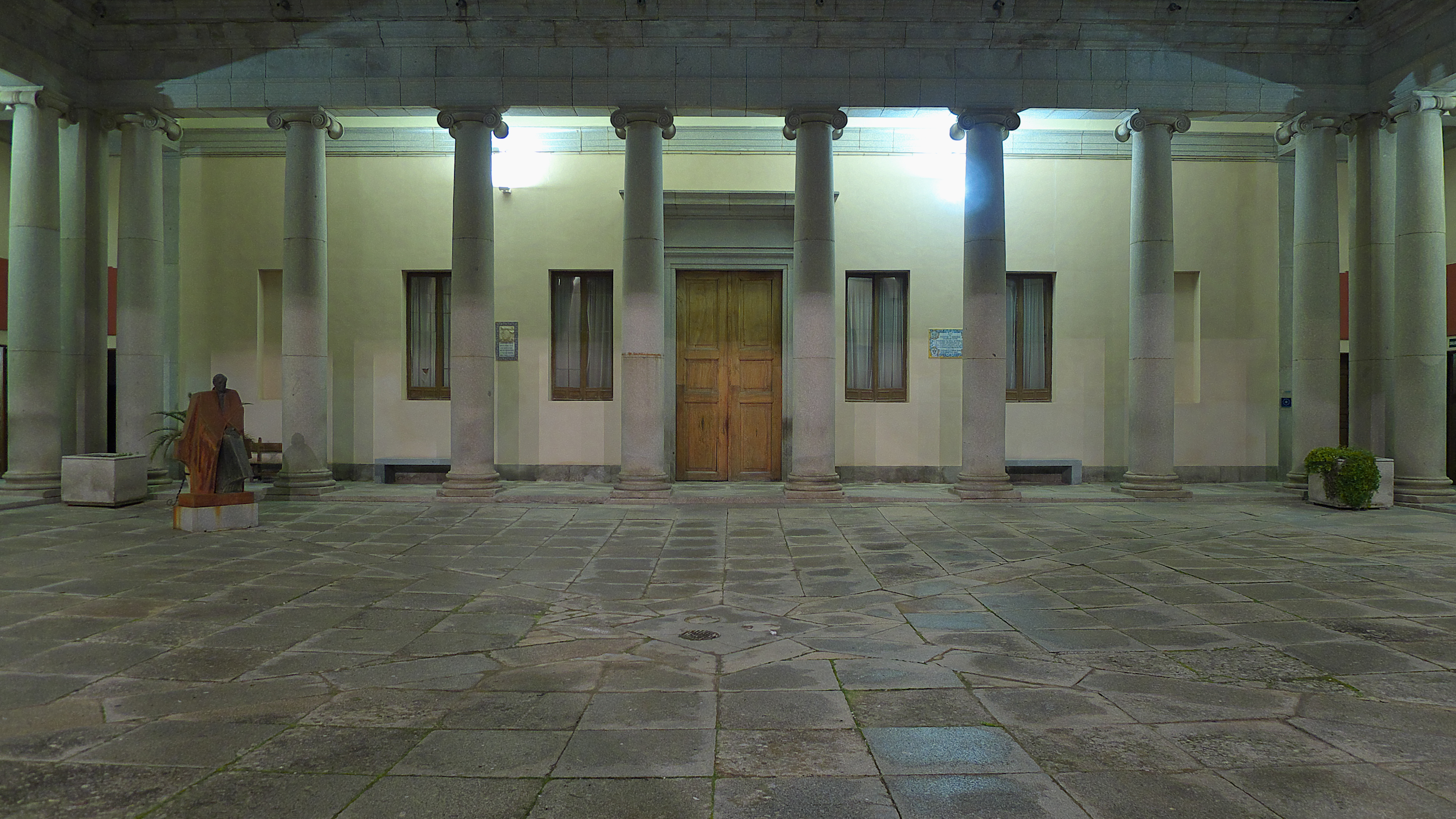
Patio du palais Lorenzana en 2012.

Sous le règne de Charles III, et dans l'esprit des Lumières de l'époque, les locaux du Saint-Office sont cédés à côté de l'église San Vicente Mártir (es) et un bâtiment propre est construit à cet endroit, la première pierre étant posée le 6 juin 1796. Ce site est connu sous le nom de Palacio Universitario Lorenzana, du nom de son fondateur, le cardinal Lorenzana, et sur lequel l'architecte Ignacio Haan conçoit le bâtiment que nous voyons aujourd'hui, qui est solennellement inauguré le 22 avril 1799.
L'université royale de Tolède fonctionne dans son nouveau et définitif siège jusqu'à l'année académique 1844-1845, date à laquelle elle est fermée et transformée en Institut provincial d'enseignement secondaire, reprenant le bâtiment, les biens, la bibliothèque et le personnel enseignant de l'ancienne université. Pour sa part, lorsque la séparation entre l'université et le collège a lieu, ce dernier continue dans son ancien bâtiment jusqu'à sa fermeture, qui a également lieu en 1845, en raison de la suppression de l'université. Un autre des collèges qui lui étaient liés, le Colegio de San Bernardino, ferme également ses portes.

### Dans l'actualité
En 1969-1970, le Collège universitaire de Tolède Santa Catalina est créé, puis rattaché à l'Université d'Alcalá de Henares. L'université retrouve son ancien siège en 1973, lorsque la CUT est installée dans le palais Lorenzana, après que le lycée El Greco déménage dans un nouveau bâtiment. En 1982, l'Université de Castilla-La Mancha est créée et, en 1985, le palais Lorenzana devient son siège principal sur le campus de Tolède.
Actuellement, le palais Lorenzana est le siège du vice-rectorat du campus de Tolède et des relations internationales. Il abrite également le centre d'études de troisième cycle, les salles de classe du programme pour seniors José Saramago, ainsi que le centre d'études européennes Luis Ignacio Ortega et le centre d'études du droit de la consommation.

## Architecture

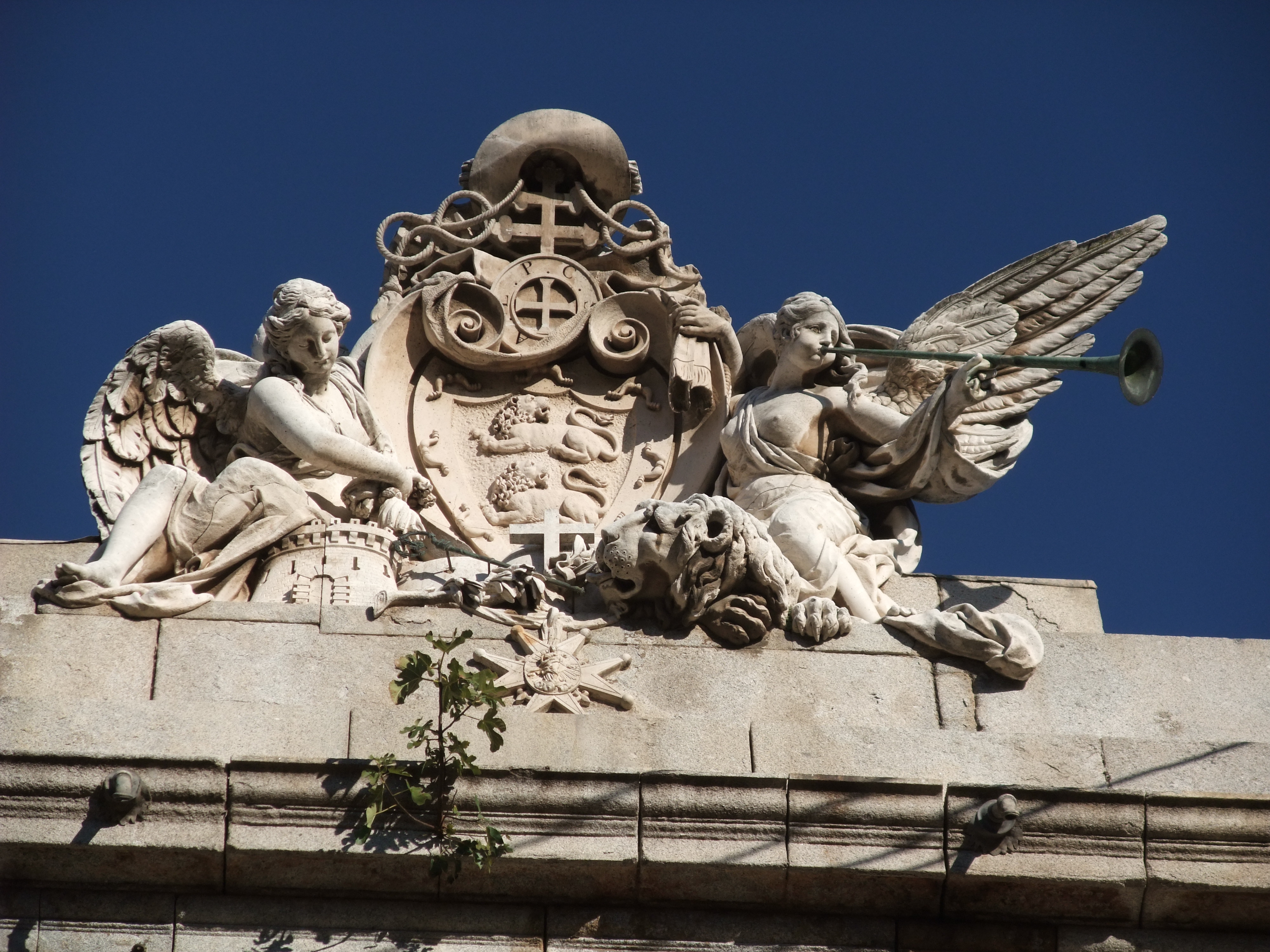

Le bâtiment a été conçu par Ignacio Haan au XVIIIe siècle. Elle est solide et présente une maçonnerie scrupuleuse ; la solution des linteaux qui courent sur les colonnes, montrant de faux joints verticaux, est très propre. Un système de voûtes entoure toutes les zones du bâtiment.
Sa maçonnerie extérieure est faite de granit et de briques apparentes, avec une remarquable solution tétrastyle in antis sur la façade principale. Un ordre ionique anticipe la séquence colonnaire de l'intérieur. De chaque côté, occupant deux niches, se trouvent des allégories des sciences, taillées en pierre de Colmenar par le sculpteur Mariano Salvatierra. Dans l'axe du portique se trouve le blason du cardinal Lorenzana, soutenu par deux anges, par Antonio Finacer.
À l'intérieur, il y a un atrium à portique avec plusieurs écrans à colonnes. Elle mène à une magnifique cour néo-classique, de taille et de proportions monumentales, ainsi qu'à son ordre ionique unique, qui soutient un solide entablement en granit. Les pièces de son unique étage principal, à l'exception des pièces souterraines, sont disposées de manière simple et équilibrée.

## Anciens élèves ou professeurs notables
- Alejo Venegas (es) (c. 1497-1562), écrivain, lexicographe et humaniste
- Alonso de Villegas (1534-1603), ecclésiastique et écrivain
- Jerónimo Román de la Higuera (1538-1611), jésuite et historien
- Simon de Rojas (1552-1624), saint espagnol
- Luis Fernández Portocarrero (1635-1709), archevêque
- Andrés Marcos Burriel (1719-1762), jésuite, écrivain, figure des Lumières espagnoles
- Francisco Javier Balmis (1753-1819), chirurgien et infectiologue
- Manuel José de Lavardén (1754-1809), avocat et écrivain
- Pedro de Madrazo y Kuntz (1816-1898), écrivain et peintre
- José Zorrilla (1817-1893), écrivain